# Bača
Bača – rzeka w Słowenii, w południowej części regionu Primorska. Ma źródło w pobliżu wsi Bača pri Podbrdu i jest ostatnim prawym dopływem rzeki Idrijca. Rzeka Bača tworzy dolinę Baška grapa. Na odcinku pierwszych 3 km rzeki stworzono rezerwat przyrody dla ochrony pstrąga marmurkowego. W Klavže na rzece została wybudowana zapora wodna.